# Loïc Badiashile
Loïc Badiashile Mukinayi, más conocido como Loïc Badiashile, (Limoges, 5 de febrero de 1998) es un futbolista francés que juega de portero en el Burgos Club de Fútbol de la Segunda División de España.
Es el hermano mayor, del también futbolista, Benoît Badiashile.

## Trayectoria
Badiashile comenzó su carrera deportiva en el A. S. Mónaco, cuando debutó, el 26 de julio de 2016, en un partido de la clasificación para la UEFA Champions League frente al Fenerbahçe S. K., donde entró al campo por la lesión de Morgan De Sanctis.
En la Ligue 1 debutó el 20 de mayo de 2017, en un partido frente al Stade Rennais.
En enero de 2019 se marchó cedido precisamente al Rennes, donde no llegó a jugar ni un solo minuto, y durante la temporada 2019-20 salió cedido a Bélgica, donde jugó para el Círculo de Brujas de la Primera División de Bélgica.
En 2020 se volvió a marchar cedido, en esta ocasión a Las Rozas C. F. que jugaba en la Segunda División B de España. Quedó libre al terminar la cesión después de no renovar con el conjunto monegasco. Entonces estuvo un tiempo sin equipo, hasta que el 31 de enero de 2022 volvió al fútbol español para jugar en el DUX Internacional de Madrid. Una vez acabó la temporada siguió en España, ya que el 30 de junio firmó por el Burgos Club de Fútbol para competir en la Segunda Divsión.

## Selección nacional
Badiashile fue internacional sub-16 y sub-18 con la selección de fútbol de Francia.

## Clubes
| Club                         | País    | Año       |
| ---------------------------- | ------- | --------- |
| A. S. Mónaco F. C.           | Francia | 2016-2021 |
| Stade Rennais F. C. (cedido) | Francia | 2019      |
| Círculo de Brujas (cedido)   | Bélgica | 2019-2020 |
| Las Rozas C. F. (cedido)     | España  | 2020-2021 |
| DUX Internacional de Madrid  | España  | 2022      |
| Burgos C. F.                 | España  | 2022-     |

## Palmarés

### Títulos nacionales
| Título  | Club               | País    | Año  |
| ------- | ------------------ | ------- | ---- |
| Ligue 1 | A. S. Mónaco F. C. | Francia | 2017 |